# Karl-Josef Tanas
Karl-Josef Tanas (* 24. April 1935; † 28. Juli 2010) war ein deutscher Fußballfunktionär.

## Leben
Tanas begann seine ehrenamtliche Funktionärstätigkeit 1955 bei seinem Heimatverein TuS Schleiden 08,  zunächst als Jugendobmann, später als 2. Vorsitzender des Vereins. Von 1964 an übernahm er im Fußballkreis Schleiden das Amt des Kreisjugendwartes und 1967 das des Kreisjugendobmanns. Schließlich war er von 1971 bis 1992 Kreisvorsitzender.
Von 1971 an gehörte er dem Beirat des Fußball-Verbandes Mittelrhein (FVM) an und seit 1977 dessen Präsidium. 1992 wurde er als Nachfolger von Egidius Braun Präsident des FV Mittelrhein und blieb bis 2007 im Amt. 1993 wurde er zusätzlich zum Vizepräsidenten des Westdeutschen Fußball- und Leichtathletikverbands (WFLV) gewählt und war von 2001 bis 2007 Vizepräsident des Deutschen Fußball-Bundes (DFB).
Nach seinem Ausscheiden aus dem DFB-Präsidium wurde er 2007 Vorstandsmitglied der DFB-Kulturstiftung. Im Rahmen der Fußball-Weltmeisterschaft 2006 in Deutschland war er Leiter des Spielortes Köln.

## Ehrungen
- 2007: Verdienstkreuz am Bande der Bundesrepublik Deutschland
- 2007: Ehrenpräsident des Fußball-Verbandes Mittelrhein
- 2007: Ehrenring des Fußball-Verbandes Mittelrhein
- Sportplakette des Landes Nordrhein-Westfalen
- Ehrenmitglied des Deutschen Fußball-Bundes
- Ehrenmitglied des Westdeutschen Fußball- und Leichtathletikverbandes
- Ehrenvorsitzender des Fußballkreises Euskirchen

| Personendaten    | Personendaten               |
| ---------------- | --------------------------- |
| NAME             | Tanas, Karl-Josef           |
| KURZBESCHREIBUNG | deutscher Fußballfunktionär |
| GEBURTSDATUM     | 24. April 1935              |
| STERBEDATUM      | 28. Juli 2010               |